# 579 Sidonia
Sidonia (asteroide 579) é um asteroide da cintura principal com um diâmetro de 85,57 quilómetros, a 2,7608632 UA. Possui uma excentricidade de 0,0827351 e um período orbital de 1 907,29 dias (5,22 anos).
Sidonia tem uma velocidade orbital média de 17,16791974 km/s e uma inclinação de 11,02146º.
Este asteroide foi descoberto em 3 de Novembro de 1905 por August Kopff.